# Prime Cuts (álbum de Sonic Youth)
Prime Cuts es un álbum promocional de Sonic Youth para el álbum Rather Ripped, lanzado por Geffen Records en 2006. Contiene 10 canciones, de las cuales dos pertenecen a Prime Cuts, y las demás a álbumes anteriores.

## Lista de canciones
| N.º | Título             | Duración |  |
| 1.  | «Incinerate»       |          |  |
| 2.  | «100%»             |          |  |
| 3.  | «Teen Age Riot»    |          |  |
| 4.  | «Dirty Boots»      |          |  |
| 5.  | «Unmade Bed»       |          |  |
| 6.  | «Death Valley '69» |          |  |
| 7.  | «Kool Thing»       |          |  |
| 8.  | «The Empty Page»   |          |  |
| 9.  | «Sugar Kane»       |          |  |
| 10. | «Reena»            |          |  |